# Patrick Ochs
Patrick Ochs   (Frankfurt del Main, 14 de maig de 1984) és un exfutbolista alemany. Va començar com a futbolista al Germania Enkheim el 1989.
El 2019 es va jubilar de l'esport professional i va seguir una formació d'entrenador a Wolfsburg. Des del 2022 treballa per a l'Eintracht Frankfurt.